# Hohenschwangau (dorp)
Hohenschwangau is een plaats in de gemeente Schwangau, in de Beierse Landkreis Ostallgäu. Bij Hohenschwangau liggen de kastelen Neuschwanstein en Hohenschwangau. Het dorp wordt jaarlijks bezocht door ongeveer twee miljoen mensen die van hieruit de kastelen bezoeken. Parkeerplaatsen, restaurants, pensions, hotels en souvenirwinkels kenmerken het dorpsbeeld.

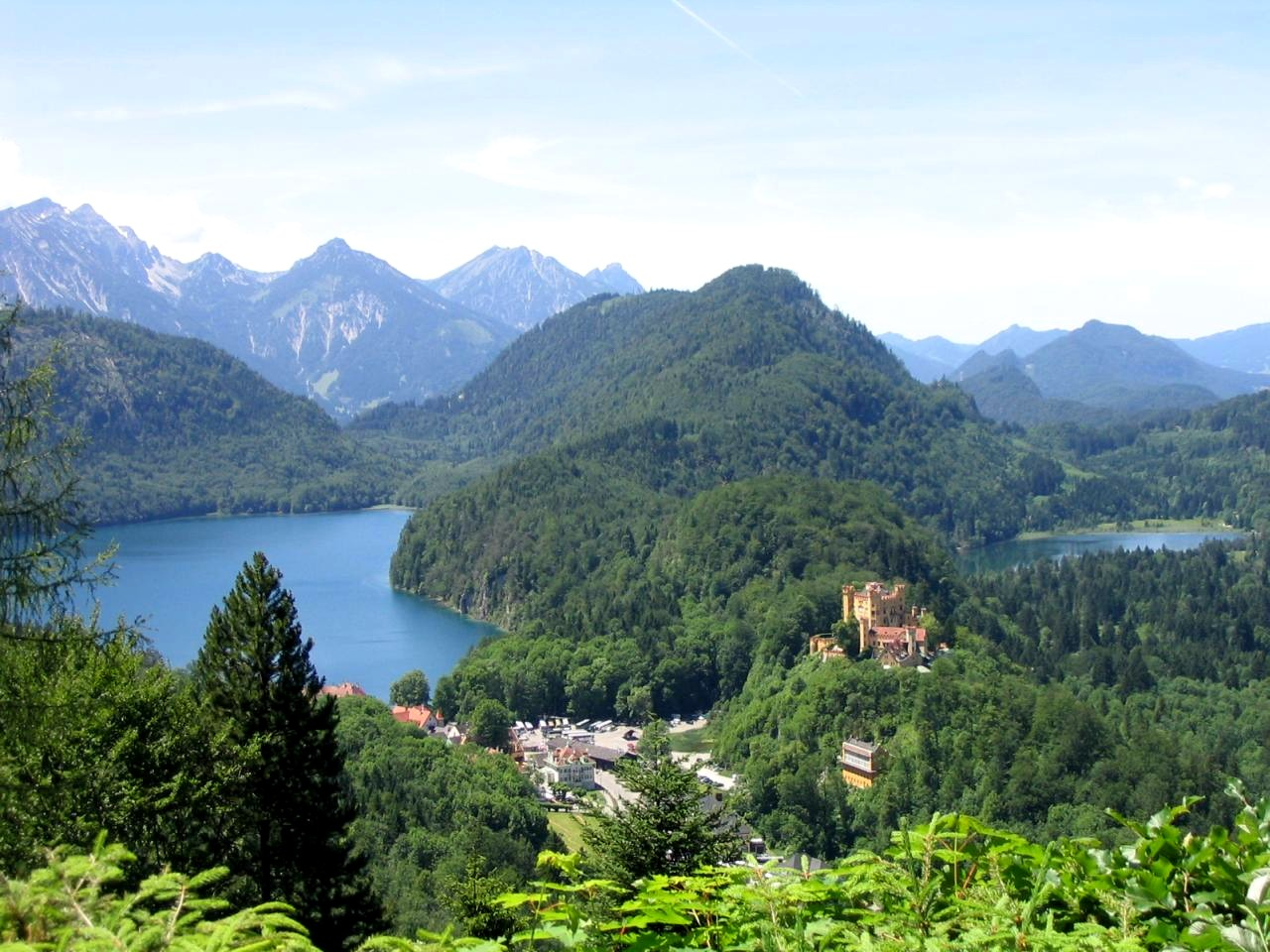
Gezicht op het dorp
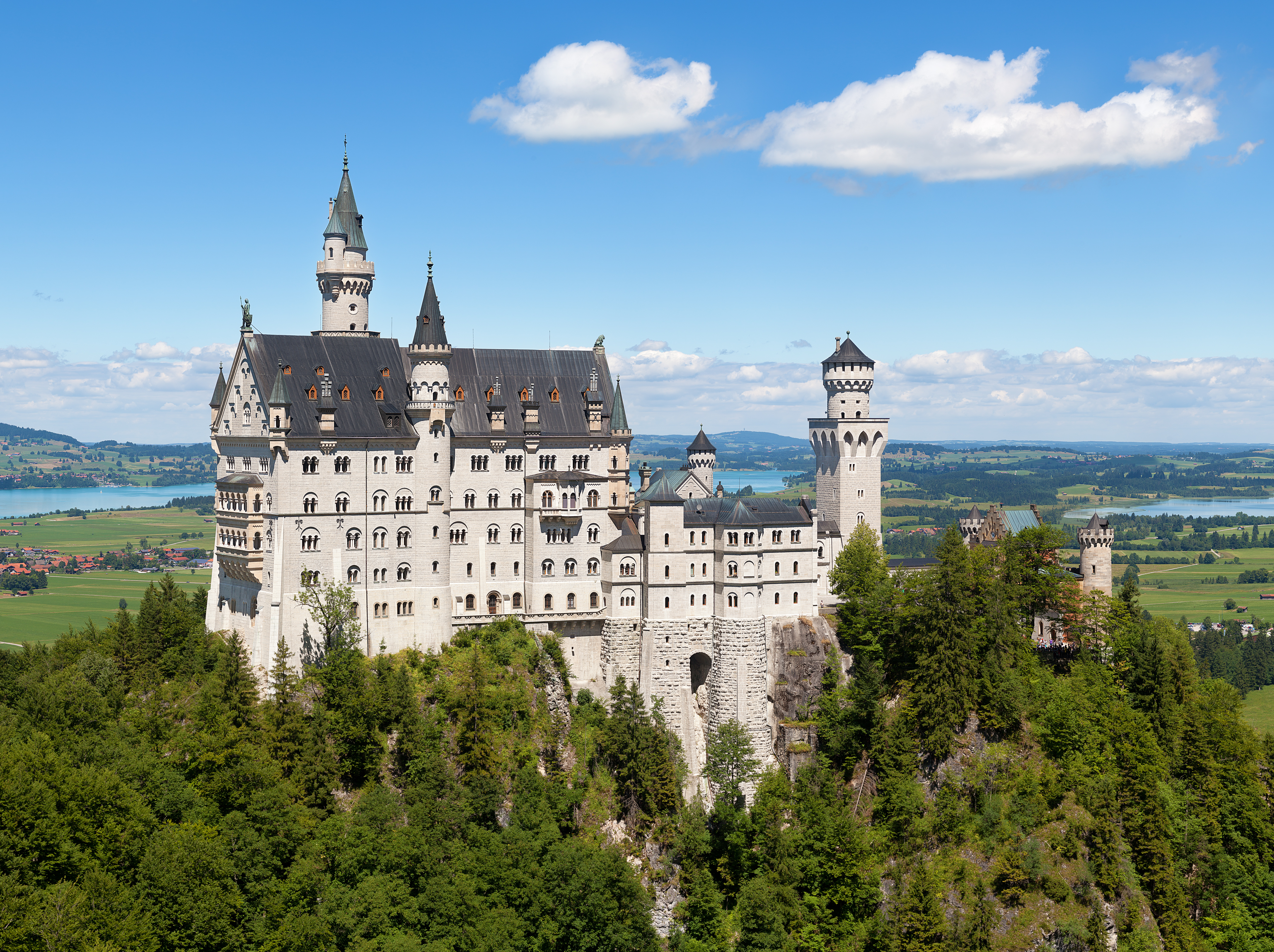
Slot Neuschwanstein
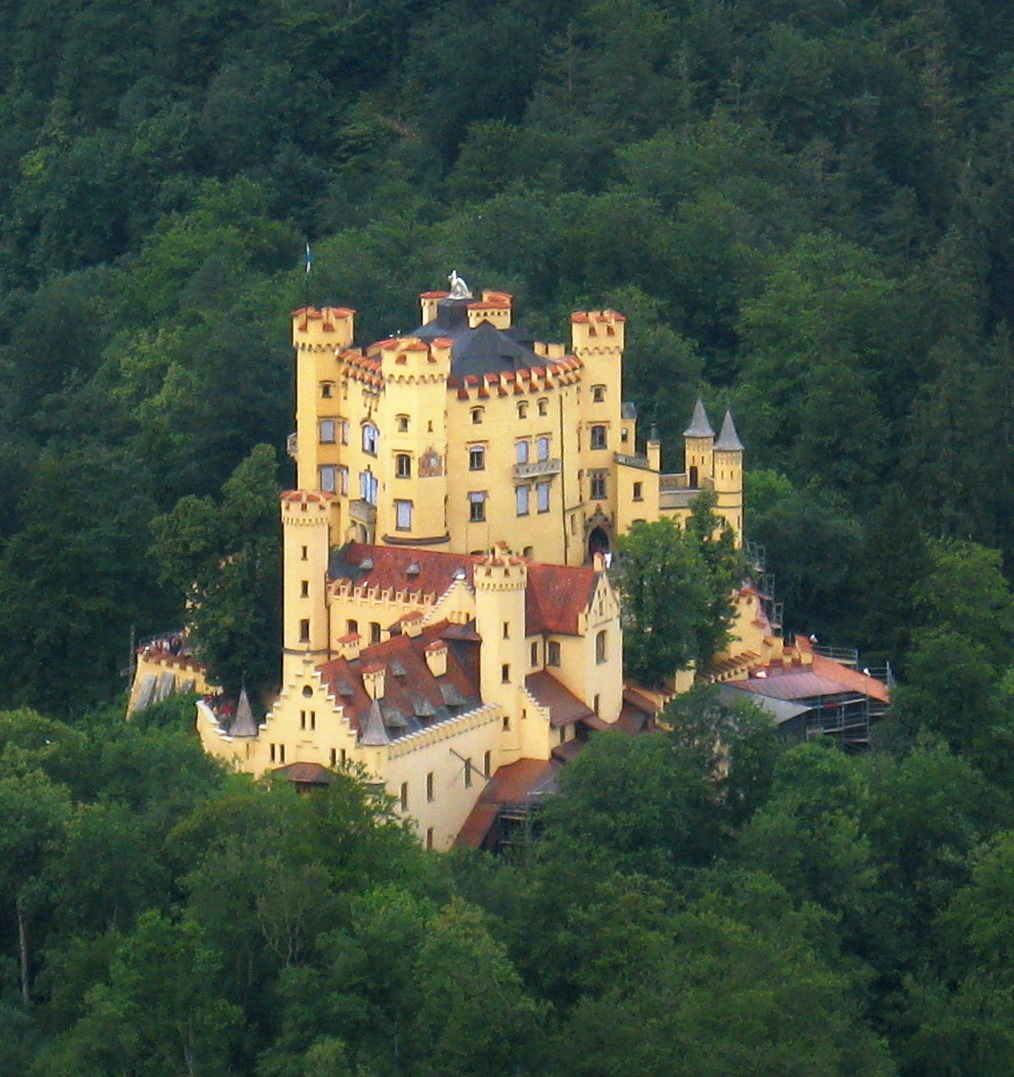
Slot Hohenschwangau